# Georges Anderla
Georges Anderla là một kinh tế gia người Pháp.
Khi làm việc cho Tổ chức Hợp tác và Phát triển Kinh tế (OECD) năm 1973, Anderla đã lập ra một mẫu thống kê về việc tích lũy kiến thức loài người. Ông bắt đầu bằng việc xác định kỹ thuật hiểu biết trong thế kỷ thứ nhất sau Công nguyên, dùng như một đơn vị, và chỉ ra rằng kỹ thuật hiểu biết này đã tăng gấp đôi vào năm 1500, và tăng gấp đôi nữa vào năm 1750, rồi lại tăng gấp đôi nữa vào năm 1900.
Theo Anderla lần tăng gấp đôi sau chỉ mất 50 năm, rồi 10 năm, 7 năm, và cuối cùng 6 năm, dẫn tới năm 1973. Nếu Anderla tính đúng, thì lượng kiến thức của loài người trong năm 1973 là 128 lần lớn hơn kiến thức ở thế kỷ thứ nhất sau Công nguyên.
Theo nhà khoa học kiêm triết gia Robert Anton Wilson, người đã tính toán ngoại suy việc tăng tốc về tích lũy kiến thức của mô hình Anderla, thì kiến thức bây giờ tăng gấp đôi mỗi 18 tháng. Sự tăng trưởng theo số mũ này tương tự như Định luật Moore cho rằng sự phức tạp của một vi mạch sẽ tăng gấp đôi trong khoảng 24 tháng. Các loại tăng trưởng theo số mũ này đã dẫn một số người tới việc ức đoán về một tính đặc biệt kỹ thuật (technological singularity) trong tương lai, trong đó sự gia tăng sẽ đạt gần tới vô tận.

## Tác phẩm
chung với Anthony Dunning u. Simon Forge: Chaotics An Agenda for Business and Society in the 21st Century, ISBN 0-275-95882-5